# The Devil Put Dinosaurs Here
The Devil Put Dinosaurs Here (англ. Диявол підклав сюди динозаврів) — п'ятий студійний альбом американського рок-гурту Alice in Chains, що вийшов 28 травня 2013 року на лейблі Capitol Records.
The Devil Put Dinosaurs Here став другим студійним альбомом «нової ери» Alice in Chains, що почалася після смерті фронтмена Лейна Стейлі та приходу нового вокаліста Вільяма Дюваля. Попередня платівка Black Gives Way to Blue, що вийшла у 2009 році, була визнана одним з найнесподіваніших і найуспішніших возз'єднань рок-сцени, піднявшись на п'яте місце в американському хіт-параді й ставши «золотою» у США та Канаді. Робота над наступним альбомом розпочалася у 2012 році під керівництвом продюсера Ніка Раскулінця.
Назва платівки була обрана на честь однойменної композиції, що висміює креаціоністську теорію про те, що нібито Диявол закопав кістки динозаврів, аби похитнути віру людей у Бога. Музична складова альбому була втіленням двадцятирічної творчої спадщини Alice in Chains, поєднуючи похмурі, повільні та важкі пісні, характерні для альтернативного року, альтернативного металу та стоунер-року, а також спокійніші та милозвучніші акустичні композиції.
The Devil Put Dinosaurs Here дебютував на другому місці в американському хіт-параді Billboard 200, що стало найвищим досягненням гурту з 1995 року. Сингли «Hollow» і «Stone» досягли вершини пісенних чартів мейнстримного року. Музичні оглядачі загалом позитивно оцінили нову роботу ветеранів гранжової сцени, відзначивши впізнаване звучання та прагнення не зупинятися на досягнутому. Водночас новий альбом Alice in Chains критикували через нестачу свіжих ідей, багате самоцитування, а також обмежені вокально-технічні якості Джері Кантрелла і Вільяма Дюваля.

## «Нова ера» Alice in Chains

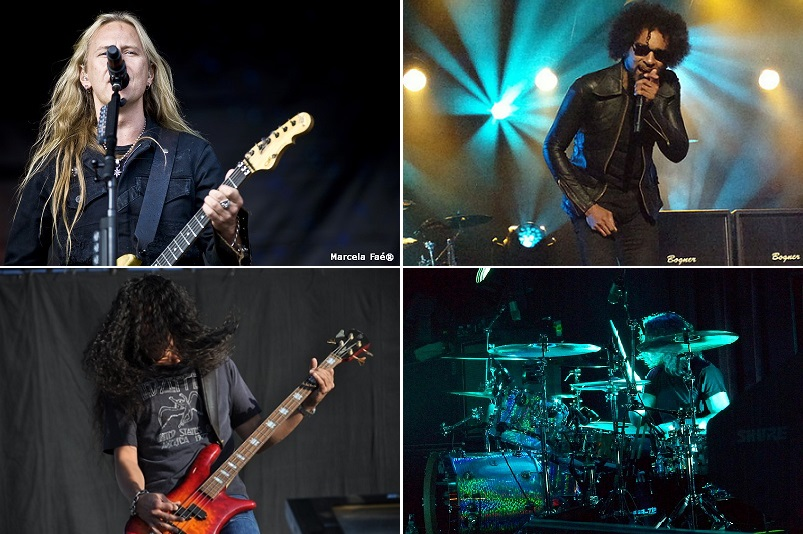
Склад Alice in Chains з 2006 року: Джеррі Кантрелл, Вільям Дюваль, Майк Айнез, Шон Кінні

Американський рок-гурт Alice in Chains став популярним у дев'яностих на хвилі інтересу до гранжового руху. З 1990 по 1995 роки колектив випустив три повноформатні альбоми, а також два акустичні мінідиски. Зворотним боком популярності стала героїнова залежність вокаліста Лейна Стейлі, через яку починаючи з середини дев'яностих Alice in Chains практично припинили концертні виступи та не поверталися до студії. Смерть Лейна Стейлі у 2002 році, здавалося, стала логічним завершенням історії гурту. Однак музиканти, що залишилися живими — гітарист Джеррі Кантрелл, барабанщик Шон Кінні і бас-гітарист Майк Айнез — знайшли в собі сили повернутися на сцену. Місце загиблого фронтмена зайняв Вільям Дюваль, з яким Alice in Chains спочатку поступово відновили концертні виступи, а потім вирушили до студії для запису чергового номерного альбому. Під керівництвом продюсера Ніка Раскулінця було записано лонгплей Black Gives Way to Blue, який вийшов у 2009 році, після чотирнадцятирічної творчої паузи, і ознаменував тріумфальне повернення гурту на рок-сцену. Платівка дебютувала на п'ятому місці в американському хіт-параді Billboard 200, принесла Alice in Chains дві номінації на «Греммі», здобула звання «Альбом року» за версією журналу Revolver і кінець кінцем отримала «золотий» статус з більш ніж півмільйоном проданих копій.
Запис наступного альбому відкладався з низки причин. Спочатку Alice in Chains були зайняті концертним туром на підтримку попередньої платівки. До кінця 2010 року гурт провів у дорозі 16 місяців поспіль, виступивши понад 150 разів. Після завершення успішних гастролей музиканти почали працювати над новим матеріалом. Незабаром гітарист був змушений перервати роботу через проблеми зі здоров'ям: він відчував гострий біль у плечі й не міг підняти руку, після чого у нього знайшли розірваний хрящ та кісткову шпору. Травма мала «професійний» характер і була викликана багаторічним навантаженням від гітарного ременя. Кантреллу довелося перенести операцію на плечі, а відновлення зайняло кілька місяців. Весь цей час музикант не міг тримати гітару в руках, але продовжував вигадувати нові мелодії, співаючи рифи або граючи їх на музичній клавіатурі. Лише в січні 2012 року в інтерв'ю журналу Rolling Stone гітарист повідомив про своє одужання та готовність повернутися до студії.

## Особливості студійної роботи

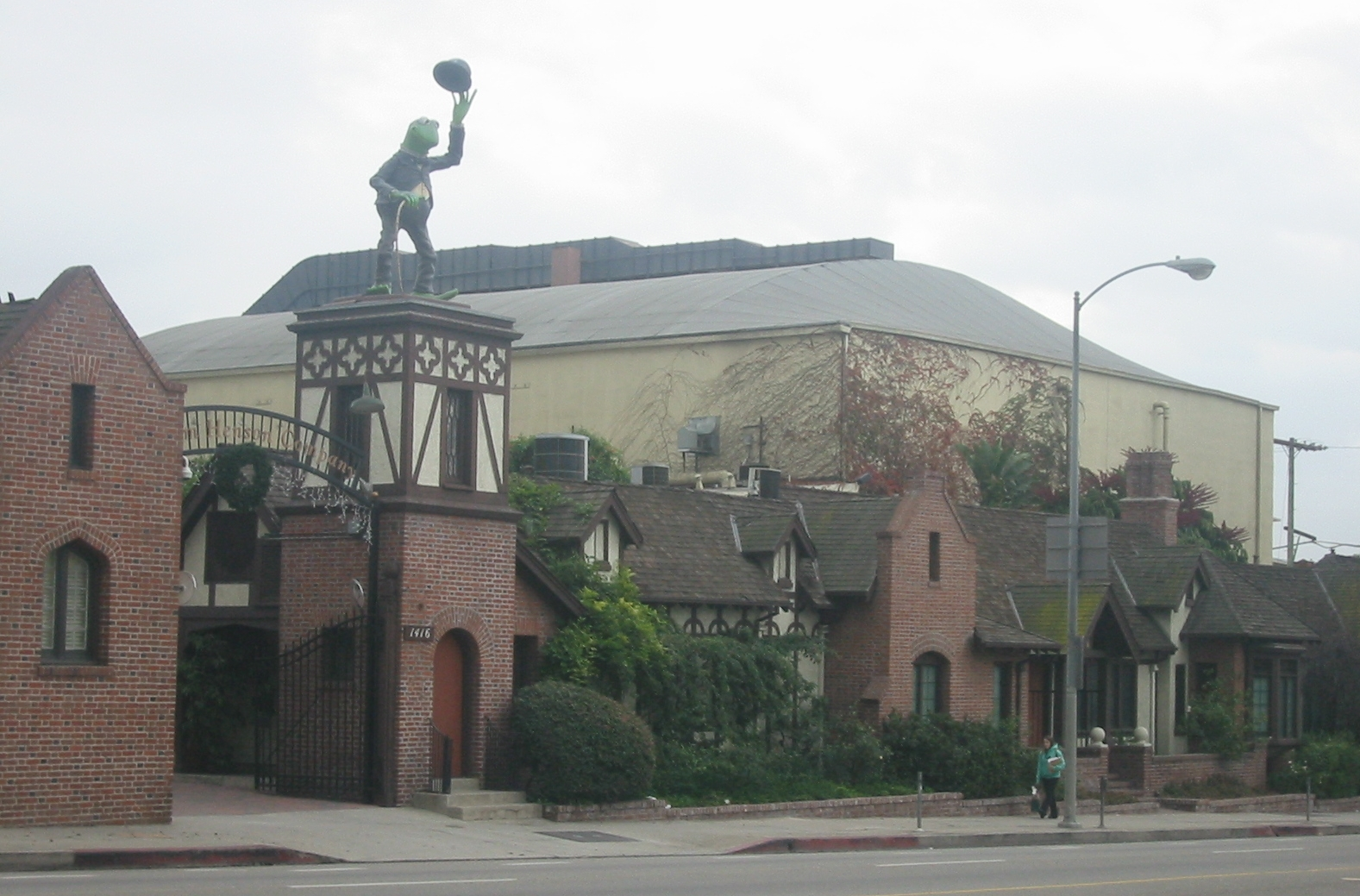
Студія Henson у Голлівуді.

Місцем запису нового альбому стала лос-анджелеська студія Henson Recording Studios, в якій Alice in Chains зводили попередню платівку. Група продовжила співпрацю з продюсером Ніком Раскулінцем, який записував Black Gives Way to Blue трьома роками раніше, і вирішила не змінювати звукозаписну компанію. Перед тим, як зібратися у студії, кожен із музикантів працював окремо, збираючи власні ідеї. Деякі з гітарних рифів були свіжими, інші були придумані за кілька років до цього. Потім музиканти зібралися разом і почали ділитися своїми доробками, збираючи їх воєдино. Вони мали кілька десятків ідей, з яких треба було створити 10-11 композицій. Першою новою піснею стала «Voices», написана Джеррі Кантреллом ще до операції на плечі. Її ідея народилася через місяць після початку концертного турне на підтримку попередньої платівки Alice in Chains та знайшла своє втілення у пісні протягом одного-двох днів. Вже в процесі відновлення гітарист придумав ще одну пісню «Stone», записавши її мелодію на мобільний телефон. Дебютний сингл «Hollow» був оснований на рифі, який досить довго «лежав на полиці». Джеррі Кантрелл написав його під час останнього концерту туру Blackdiamondskye 2010, але довго не міг придумати йому гідне продовження.
Ключовим компонентом фірмового звучання Alice in Chains стали електрогітари, які створювали, за влучним висловом Ніка Раскулінеця, «стіну звуку». Продюсер не хотів суттєво відхилятися від способу звукозапису, використаного на попередній платівці, тому зберіг все ті ж чотири гітарні напівстеки (комбінації підсилювача та акустичної системи) Джеррі Кантрелла, що і на Black Gives Way to Blue. Кантрелл застосовував свій підсилювач Bogner Fish та підсилювач Mesa/Boogie у поєднанні з «кабінетами» 4x12, а також Marsha виробництва Friedman Amplification та Bogner Ubershall. Під час запису нової платівки до них додався п'ятий підсилювач — 60-ватний Laney Klipp. Для отримання рівного та злагодженого звучання інженер Пол Фігероа ретельно відрегулював відстань між мікрофонами та акустичними системами, щоб звукові хвилі досягали приймачів одночасно, а гітарні техніки Тім Доусон та Дейв Лепхем забезпечили точність налаштування інструментів. Коли Джеррі Кантрелл виконував свої партії, запис проводився одночасно з усіх мікрофонів, після чого звукові доріжки змішувалися у необхідних пропорціях. Крім п'яти основних підсилювачів іноді використовувалося обладнання Orange, Hiwatt, Soldano.

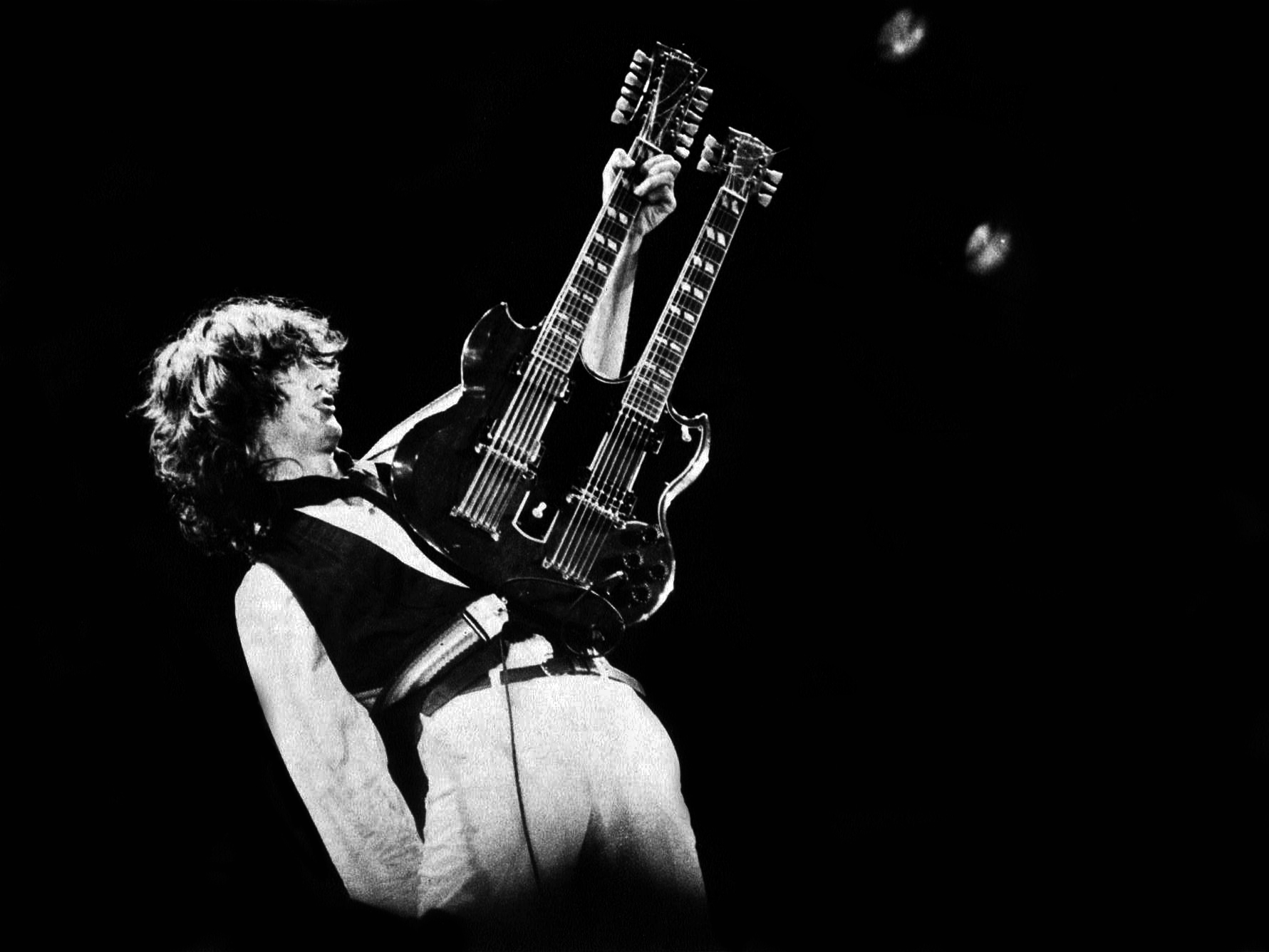
Крім основних гітар G&L Rampage та Gibson Les Paul, для вступу до пісні «Voices» Джеррі Кантрелл використав двогрифову гітару Gibson EDS-1275, що стала популярною завдяки Джиммі Пейджу (на ілл.)

Для кожної композиції вибиралася власна комбінація гітар, каналів, налаштувань підсилювачів та ефектів. Так, наприклад, «Pretty Done» містила ліву та праву доріжки, на яких Кантрелл використовував гітару G&amp;L Rampage Blue Dress; на центральній доріжці можна почути Flying V з іншим поєднанням підсилювачів; на додаток до цього застосовувався синій Les Paul для партій із бендами, а також чорний Les Paul для гітарного соло. Дублювання партії ритм-гітари в лівому і правому каналі було «фішкою» Кантрелла і вимагало виключно точного повторення тих самих рифів. Його основною гітарою продовжувала залишатися G&L Rampage, куплена в музичному магазині в Далласі ще в середині вісімдесятих; замість вібрато Floyd Rose, широко поширеного серед рок-гітаристів, на ній була встановлена тремоло-система Kahler. Проте для окремих композицій гітарист використовував інші інструменти. Так, «потойбічне» звучання у вступі до пісні «Voices» досягалося за допомогою двогрифової гітари Gibson Джиммі Пейджа; Кантрелл увімкнув звукознімач на шестиструнному грифі, проте виконав вступ на дванадцятиструнному, що дало особливий ефект. Вільям Дюваль найчастіше грав на своїй основній гітарі Les Paul Standard VOS Sunburst 1960 випуску. На відміну від Кантрелла, який віддавав перевагу сучасномішу обладнанню, другий гітарист цінував старовинні підсилювачі Marshall і Vox 1960-х років, і лише для виконання соло до «Phantom Limb» використав більш висококласний підсилювач Friedman Marsha.
Чисте гітарне звучання досягалося за допомогою підсилювача та процесора ефектів Fractal Axe-Fx II, а також лампового гітарного підсилювача Vox AC30, що давав більш «брудний» звук. Це обладнання визначило інтонацію пісень «The Devil Put Dinosaurs Here» і «Voices», але також застосовувалося на «Choke» і «Scalpel». Партії записувалися за допомогою акустичних гітар, двох мікрофонів Telefunken 251 і ще одного мікрофону Royer, встановленого в місці кріплення грифа до корпусу. Щоб отримати атмосферніше звучання, іноді додатково записувався сигнал з мікрофона, розташованого в приміщенні. Іноді Нік Раскулінець переносив акустичні партії на плівку, трохи змінював швидкість відтворення, а також додавав ефект компресії та коригував частоту сигналу, після чого повертав результат у Pro Tools.

## Про альбом

### Суміш хеві-металу та The Beatles
У грудні 2012 року Джеррі Кантрелл повідомив про закінчення робіт над платівкою та розповів про її звучання та загальний напрям. В інтерв'ю журналу Revolver він сказав: «Я не думаю, що ви будете здивовані тим, що почуєте. Це ми, але цей запис має щось унікальне. В альбомі присутні характерні для нас елементи, і все ж таки він не схожий на інші наші записи. Загалом, це новий розділ історії Alice in Chains, і я думаю, він буде великим». У розмові з оглядачем Guitar World він порівняв нову роботу з попередньою платівкою: «На мій погляд, Black Gives Way to Blue став квінтесенцією нашого стилю. Сподіваюся, новий альбом стане тим самим». Кантрелл також дав інтерв'ю американському виданню Rolling Stone: «Ми створили унікальний запис, який повністю відрізняється від усього, що ми коли-небудь робили. Він показує особливий період нашої історії. Ви можете бачити зростання групи, те, що вона рухається вперед новою територією, не втрачаючи своєї унікальності».

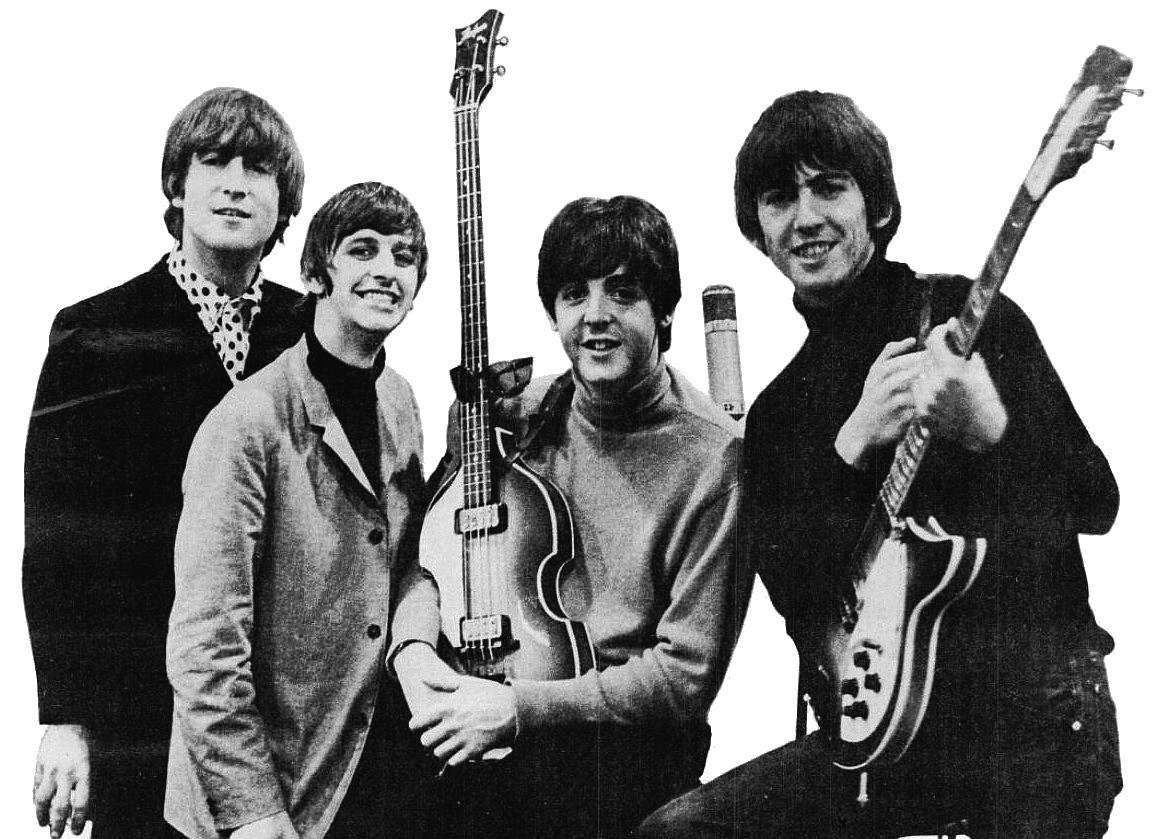
«Схрестіть The Beatles (на ілл.) з хеві-металом і ви отримаєте сучасне втілення Alice in Chains», — писали в журналі Record Collector.

Нова платівка демонструвала добре знайоме шанувальникам хеві-металеве звучання. Вона не виглядала застарілою, а навпаки, була типовим представником жанру, нагадуючи осучаснене звучання Black Sabbath першої половини 1970-х років — «епічне, масштабне, яке ведуть гітарні рифи, а основною темою є величезна скорбота». Оскільки основним творчим лідером гурту завжди був Джеррі Кантрелл, Alice in Chains вдалося зберегти свій фірмовий стиль. Платівка вийшла ще важчою і повільнішою, ніж Black Gives Way to Blue, наближеною до стоунер-року, насиченою металевими рифами, різкими гітарними соло і вокальними гармоніями двох фронтменів. The Devil Put Dinosaurs Here називали «стилістичною кульмінацією» більш ніж двадцятирічної кар'єри, хай і не настільки лютим, як Dirt і Facelift, але все ж таки «фантастичним альбомом з безліччю захопливих моментів».
З іншого боку, новий альбом вийшов аж надто очікуваним та передбачуваним. Джеррі Кантрелл продовжував удосконалюватися в написанні похмурих композицій з гітарними рифами й гармонізованим вокалом, що визначали естетику гурту ще на початку 1990-х, проте нові пісні були парафразом старих, не зазнаючи впливу свіжих віянь. The Devil Put Dinosaurs Here став втіленням стилю Alice in Chains, логічним продовженням альбомів, що вийшли ще за домінації гранжу. У журналі Spin нову платівку назвали більш «плоскою» у порівнянні з попередньою, тому що на ній бракувало хітів, подібних до «Check My Brain» або «Your Decision». Альбом не демонстрував нічого нового, на відміну від решти каталогу групи, а лише експлуатував уже відомі елементи (наприклад, ток-бокс на «Lab Monkey» або гітарні шуми на «Pretty Done» і «Stone»). У піснях виявлялися самоповтори та самоцитування, і навіть вокальні гармонії, які традиційно вважалися сильною стороною Alice in Chains, використовувалися настільки часто, що пісні «розмивалися» і втрачали акценти. Якщо попередня платівка, перша в оновленому складі, сприймалася як викид накопиченої за багато років енергії, то ця була одноманітнішою і ретельно вивіреною.

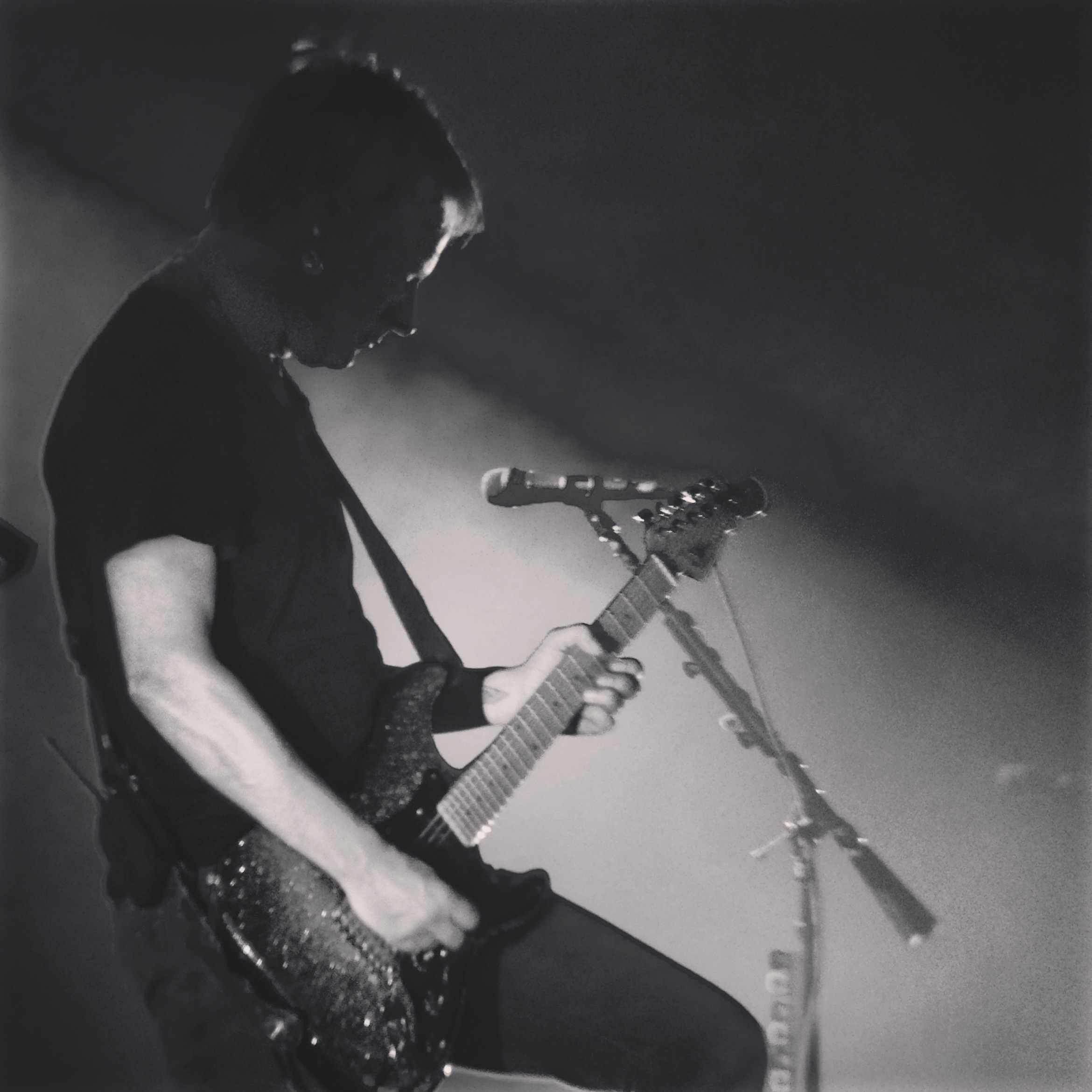
Хоча новий альбом був пов'язаний із критикою вокальних даних Джеррі Кантрелла (на ілл.), його виконавська майстерність гітариста не викликала жодних запитань.

За інструментальну складову практично самотужки відповідав Джеррі Кантрелл. Його виконавський стиль сформувався під впливом багатьох відомих гітаристів, починаючи з Ейса Фрейлі з Kiss, і закінчуючи Ангусом Янгом, Едді Ван Халеном або Тоні Айоммі, а як автор він орієнтувався на The Beatles, Елтона Джона або Fleetwood Mac. Гітарні соло у його виконанні не відрізнялися високою складністю чи тривалістю; вони мали мінімалістичний характер, подібно до стриманого стилю Девіда Гілмора. Гітарист прагнув зробити їх досить енергійними, але при цьому невигадливими, і підбирав мелодії для гітари так само ретельно, як і вокальні партії. Кантрелл часто використовував бенди в сольних партіях, а також в основних гітарних рифах, запозичивши цей технічний елемент у Тоні Айоммі. Вільям Дюваль також зробив свій внесок у звучання інструментів, придумавши та виконавши соло до «Phantom Limb». Разом з тим більшість гітарних партій на альбомі вигадав Кантрелл, а Дюваль лише виконував деякі з них під час концертних виступів.
На відміну від попередньої платівки, на цій голосі Вільяма Дюваля частіше виходив на перший план. Тим самим його високий і носовий вокал поєднувався з низьким голосом Кантрелла, нагадуючи взаємодію зі Стейлі з ранніх альбомів групи. Водночас провідна роль Кантрелла у розподілі вокальних партій залишалася без змін і не викликало сумнівів, що завдання Дюваля — не замінити Стейлі як повноцінного фронтмена, а скоріше підтримувати Кантрелла. Якщо після виходу Black Gives Way to Blue музична громадськість позитивно зустріла нового вокаліста, то цього разу захоплені відгуки про дует Кантрелла та Дюваля перемежувалися з критикою. У журналі Vulture Hound зазначили, що поєднання голосів вокалістів залишилося унікальним, проте стала очевиднішою технічна обмеженість гітариста. Його діапазон не можна було порівнювати з вокальними даними Стейлі, а в голосі відчувалося відчутне напруження. Крім того, голоси Кантрелла і Дюваля відрізнялися не настільки сильно, через що втрачався неповторний контраст, характерний для ранніх Alice in Chains. При багаторазовому прослуховуванні пісень цей стиль надто приїдався і починав дратувати. Критикували не лише Кантрелла, а й самого Дюваля. The Devil Put Dinosaurs Here продемонстрував, що новий фронтмен не володів настільки ж видатним і потужним вокалом, що і Лейн Стейлі. Він став непоганим вибором для гурту, щоб повернутися на сцену, але його голос не володів тією ж брутальністю і «необтесаністю», що в минулому вивела Alice in Chains на найвищий рівень.

### Звернення до тем політики та релігії
За словами музикантів, як і в попередніх альбомах, слова нових пісень відбивали той стан, в якому знаходився гурт. Alice in Chains вдалося оговтатися від гіркоти втрати вокаліста Лейна Стейлі разом із виходом минулої платівки, однак і випуску The Devil Put Dinosaurs Here передувала низка неприємних подій. Крім травми Кантрелла, в березні 2011 року стало відомо про смерть колишнього бас-гітариста групи Майка Старра, який загинув від передозування наркотиків.

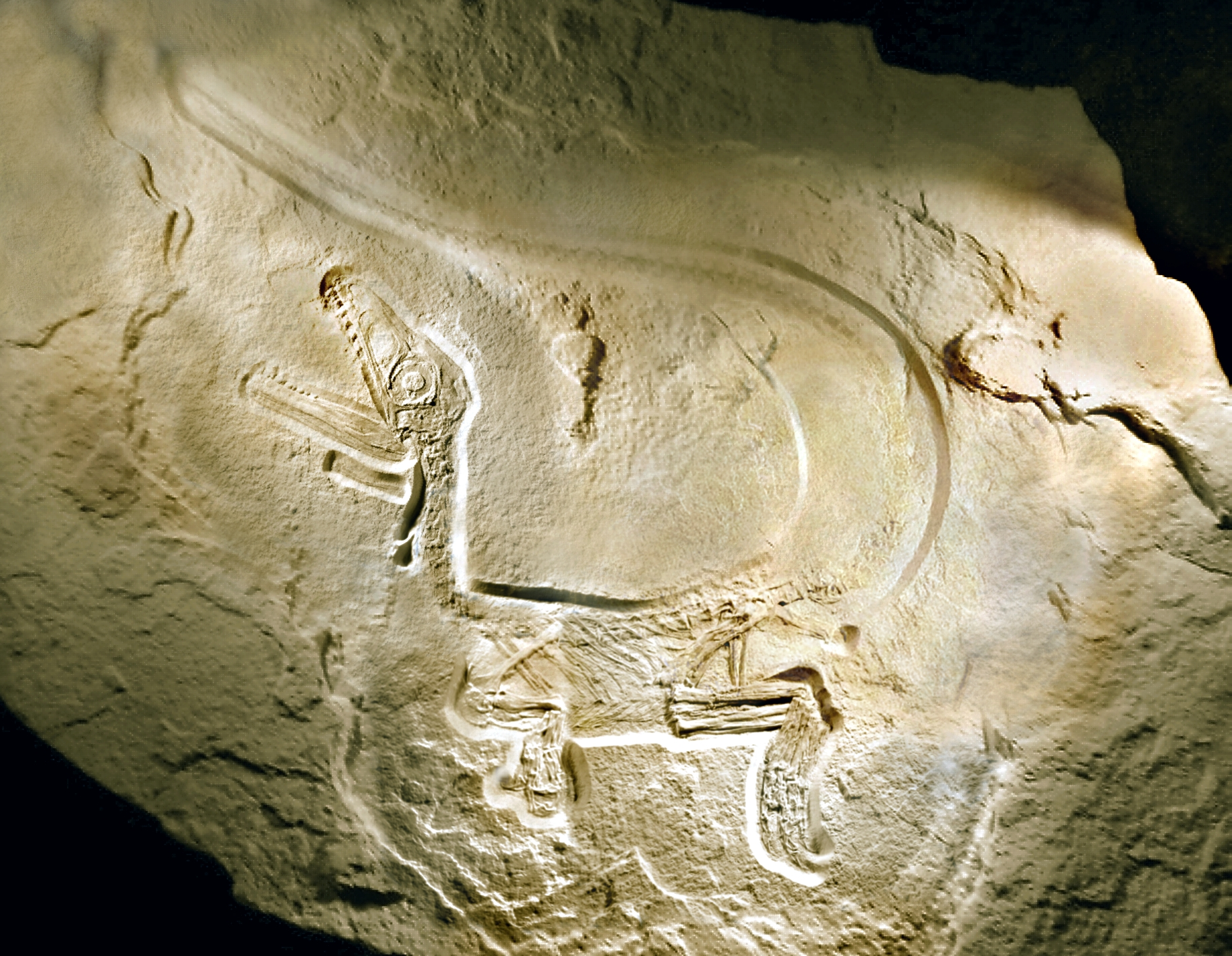
Титульна пісня альбому «The Devil Put Dinosaurs Here» критикувала тих, хто не вірив у існування динозавра і пояснював знаходження їх скам'янілих останків (на ілл.) підступами Диявола.

Однією з головних відмінностей The Devil Put Dinosaurs Here від попередніх робіт стало звернення до політичних тем. Раніше тексти Alice in Chains описували внутрішній світ ліричних героїв, їх переживання та внутрішню боротьбу. Тепер же у творчості з'явилася зовнішня спрямованість, почали порушуватися соціально-політичні питання, а також теми релігії та екстремізму. Титульна композиція «The Devil Put Dinosaurs Here» була присвячена радикальній релігійності, вірі людей в ірраціональні пояснення та скептичному ставленню до науки. Рядок «Диявол підклав сюди динозаврів» був відсиланням до маргінальної християнської теорії, згідно з якою сили зла закопали в землю кістки динозаврів, щоб запевнити людей, ніби вік Землі перевищує шість тисяч років і Бога не існує. Наступна за нею — «Ісус не любить педиків» — засуджувала ставлення вірян до сексуальних меншин. Кантрелл не критикував релігію як таку, але підкреслював, що люди перетворили її на джерело болю та ненависті. Ключовим рядком пісні й всього альбому він називав: «Ніяких проблем з вірою, це лише страх». Під час запису платівки музиканти стежили за президентськими виборами 2012 року та обговорювали висловлювання представників християнських партій ультраправого крила, дивуючись, яким небилицям можуть вірити люди; кінець кінцем подібні розмови й привели до написання титульної пісні. Тема релігії була не чужа музикантам у тому числі тому, що Вільям Дюваль був бакалавром філософії та спеціалізувався на релігії, а Джеррі Кантрелл у юнацькі роки був членом церковного хору.
Інші тексти не мали єдиного тлумачення і були відкриті для різних інтерпретацій. Джеррі Кантрелл навмисне ухилявся від прямих відповідей на питання про значення пісень: «Я ненавиджу препарувати їх для вас. Мені не подобається розставляти все по поличках, від А до Я, ось чому я поміщаю це у свої пісні. Мені простіше викладати свої думки таким чином, зберігаючи пісні досить особистими та приховуючи від вас значення, які ви ніколи не дізнаєтеся, але залишаючи їх досить загальними, щоб ви могли вкласти у них свій сенс». Його тексти були просякнуті сумом і висловлювали почуття незадоволеності: «Я більше не хочу розважати тебе. Ти ніколи не була моєю, то як я можу тебе втратити?» («Pretty Done»), «Чому моя стеля — це чия підлога?» («Low Ceiling»). Хоча попередній альбом Black Gives Way to Blue і дав можливість виплеснути накопичені за 14 років емоції, на новій платівці все ще залишилися катарсистичні настрої, як, наприклад, у дебютному синглу «Hollow», що описує почуття внутрішньої порожнечі.

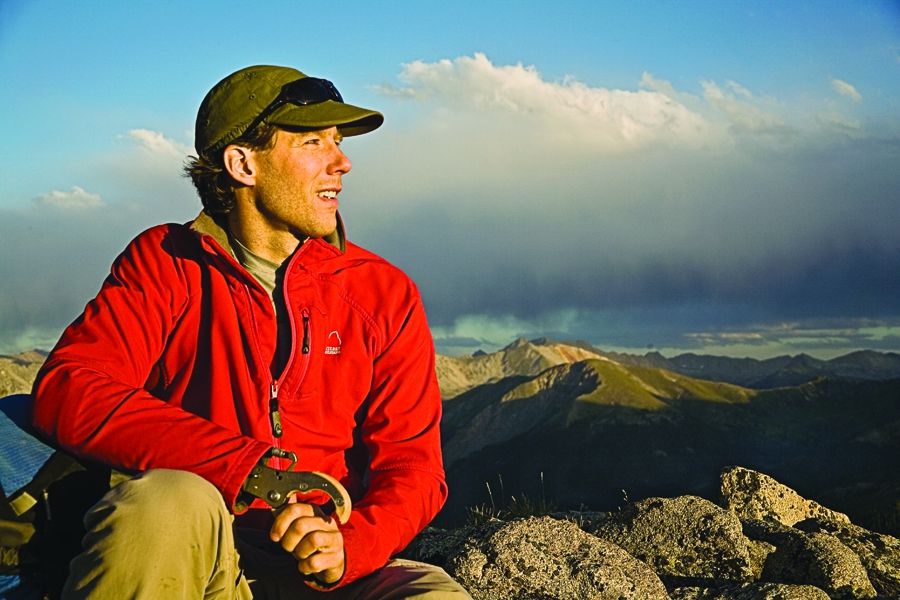
Пісня «Phantom Limb» описувала реальну ситуацію, що трапилася з альпіністом Ароном Ралстоном (на ілл.), що втратив руку під час сходження.

Серед інших пісень виділялася «Phantom Limb», написана Вільямом Дювалем. Вона починалася зі слів: «Немає надії на порятунок, я замкнений тут самотужки. Якщо я не вирою собі шлях назовні, то помру». Ця ситуація була взята із сюжету фільму «127 годин», що розповідав про альпініста, який потрапив у пастку і був змушений ампутувати собі п'ясть для порятунку. У приспіві співалося: «Я переслідуватиму тебе, ніби фантомний біль». У журналі Kerrang! провели паралелі із ситуацією, в якій опинився сам Дюваль, приєднавшись до Alice in Chains. До музиканта була прикута пильна увага і він постійно піддавався порівнянню з попереднім фронтменом Лейном Стейлі. Сам Дюваль визнавав, що пісня нагадувала йому про ті часи, коли він став частиною гурту і мучився сумнівами щодо правильності рішення. Він звертався до теми «виживання», яка була присутня у творчості Alice in Chains і раніше, на додаток до куди поширеніших тем «розкладання і смерті»: «Ця пісня про те, що потрібно боротися до останнього подиху. І навіть якщо ти помреш, твоєму духу буде що сказати».

## Список пісень
1. Пісня «Hollow» виділялася агресивним звучанням, тому її вибрали як дебютний сингл. На момент виходу альбому композиція вже була добре знайома слухачам, маючи півтора мільйона переглядів відеокліпу на YouTube. Пісня починалася з «брудного» важкого рифу, неквапливі куплети переходили в приспіви (супроводжуючись модуляцією на кварту), а кульмінацією ставав рефрен у виконанні Кантрелла і Дюваля: «Тиша, така гучна. Тиша, я не розумію, що зі мною відбувається». Довга композиція нагадувала «A Looking in View» з попередньої платівки. «Як завжди, музика гурту ідеально підходить як акомпанемент Данте, що подорожує Пеклом, де солодкі та отруйні гармонії належать занепалим ангелам» — писали про пісню в онлайн-журналі Louder Sound. Вільям Дюваль включив «Hollow» в трійку улюблених пісень з альбому, нарікаючи, що під час концертних виступів виконувати її — одночасно співати та грати на гітарі — досить складно.
2. Робочою назвою пісні «Pretty Done» було «Hillibilly Highrise». Вона містила гітарну доріжку з акордами баре, а також ще одну — з настирливим гітарним бендом, який Джеррі Кантрелл порівнював із «бряжчанням селюка на варгані», а в журналі Rolling Stone назвали «плачем» у стилі Bloody Valentine. Така підтяжка струн у рифах неодноразово зустрічалася в більш ранніх композиціях групи («Check My Brain», «It Ain't Like That» або «What The Hell Have I»); разом із вокалом, що дублював і доповнював гітарну мелодію, у слухача створювалося відчуття дискомфорту. У середині композиції були присутні гармонійні гітарні партії, характерні для Thin Lizzy або Iron Maiden; на концертах Кантрелл та Дюваль виконували їх дуетом. У пісні відчувався вплив прогресивного року, а окремі її фрагменти нагадували творчість Hawkwind.
3. Про наступну пісню «Stone» Вільям Дюваль казав, що вона «вводить в транс». За структурою вона була схожа на «Hollow», починалася з «себбетівського» басу і продовжувалась повторюванням акордів і рифів. Голоси Кантрелла і Дюваля звучали на різній висоті, поступово наближаючись один до одного і зливаючись воєдино в ключових рядках пісні. Крім гітарного соло у другій частині композиції, на всьому її протязі Кантрелл виконував короткі гітарні вставки; цей засіб надалі використовувався в інших композиціях. Важка музика супроводжувалася емоційним текстом: «Чому ти хочеш вирізати на мені свої ініціали?». На сайті No Ripcord «Stone» назвали блискучою композицією, що містить у собі те, що відрізняло Alice in Chains від інших груп дев'яностих: вміння виконувати повільні та зловісні пісні, зберігаючи їхню динаміку та красу.
4. Набір важких пісень переривала спокійна і «солодка» «Voices». Спочатку композиція виконувалася Кантреллом на баритон-гітарі зі зниженим строєм, після чого до неї додалася партія Дюваля, який грав на Gibson Hummingbird, а також кілька доріжок, виконаних на акустичних гітарах Guild. У журналі Spin «Voices» порівняли із «акустичним глем-роком у виконанні AC/DC» і назвали першим за два альбоми проявом індивідуальності Вільяма Дюваля, який додав у приспів вокальні підспівування в стилі пауер-поп, чого ніколи не зробив би Лейн Стейлі. Через акустичне аранжування пісню неодноразово називали ідеальним кандидатом для ротації на радіостанціях; зрештою вона дійсно вийшла як третій сингл.
5. Титульна пісня «The Devil Put Dinosaurs Here» була написана у відповідь на «огидні вчинки, які люди роблять через свої переконання». Вона починалася з заворожливого гітарного вступу, але поступово перетворювалася на епічну композицію з грандіозним гітарним соло, завершуючись у роковому стилі під акомпанемент барабанної партії. На сайті Bloody Disgusting відзначили близькосхідний колорит пісні, який, можливо, мав відношення до консервативних релігійних вірувань.
6. Основний риф до «Lab Monkey» народився під час саундчека перед концертом у Монмуті, Нью-Джерсі. Басова партія виконувалася з додаванням ефекту дисторшн, нагадуючи стиль Гізера Батлера з Black Sabbath, а в самій пісні містились посилання на Electric Funeral. Гітарне соло виконувалося з використанням ефекту ток-боксу, який Джеррі Кантрелл неодноразово застосовував на попередніх платівках Alice in Chains (наприклад, в «Man in the Box» і «Rotten Apple»), і імітувало голос лабораторної мавпи, про яку співалося у пісні. Поєднання потужного баса, виразних барабанів та гітарних пасажів робило пісню схожою із творчістю Primus. У журналі Spin Lab Monkey назвали центральною композицією альбому, на якій гурт «вичавлює свіжий сік зі старих рифів і гармоній».
7. Пісня «Low Ceiling» була написана під впливом класичних рок-виконавців, починаючи від Елтона Джона і закінчуючи Crosby, Stills and Nash. Вона виділялася «клаустрофобним» текстом, що належить Кантреллу: «Це я такий великий чи кімната така маленька? Чому моя стеля — це чия підлога?». Ця пісня, як і наступна за нею «Breath on the Window», були швидшими за інші, надаючи середньотемпового альбому необхідну динаміку.
8. Композиція «Breath on a Window» примітна програшем, характерним для Black Sabbath або Lynyrd Skynyrd, за яким слідувало епічне завершення в стилі рок-музики сімдесятих. Коли музика затихала, Джеррі Кантрелл повторював: «Я б відпустив тебе, але ти завжди на моєму шляху. Я завдаю тобі шкоди. Я твій вчорашній шрам». У журналі Spin звернули увагу на прог-роковий бридж у середині композиції, який би доречно виглядав на альбомі Leaves Turn Inside You постхардкорного гурту Unwound.
9. Спокійна композиція «Scalpel» виконувалася під акомпанемент акордів акустичної гітари та акустичного баса, але також містила кілька гітарних програшів у виконанні Вільяма Дюваля. У ній співалося про уроки, яким вчить життя, а кульмінацією ставала фраза з приспіву: «Я вже проходив цим шляхом. Це все брехня». «Scalpel» стала однією з перших композицій Alice in Chains, де явно відчувався вплив кантрі-музики, хоча перші подібні експерименти Кантрелл вже робив на своїй сольній платівці. На сайті PopMatters її назвали найкращою акустичною композицією альбому, а в журналі Record Collector порівняли із творчістю Nickelback.
10. «Phantom Limb» стала однією з найважчих і найпохмуріших композицій альбому. Пісня починалася з важкого рифу, характерного для хеві-металу, проте надалі виходила за межі жанру. Інструментальна основа була придумана трьома членами групи в Лос-Анджелесі, проте ідея пісні про людину, яка опинилася в пастці, належала Вільяму Дювалю, який у той час перебував у Атланті. Дюваль вигадав текст і вокальне аранжування, а також виконав гітарне соло. На відміну від більшості пісень Alice in Chains, текст «Phantom Limb» вийшов менш песимістичним та приреченим, демонструючи бажання жити. У журналі Rolling Stone її назвали видатним фрагментом альбому, «який змушує згадувати Лейна Стейлі з почуттям гордості того, хто вижив».
11. Основний риф до «Hung on a Hook» з'явився під час європейського туру Alice in Chains. Спочатку було записано інструментальну композицію і вже потім було додано вокальну партію. Пісня завершувалася гітарним рифом, що використовувався як вступ до концертів туру Blackdiamondskye у 2010 році. В онлайн-журналі Louder Sound відзначили схожість структури та атмосфери з композицією «Down in a Hole», а на сайті Metal Injection її неквапливий і спокійний настрій порівняли з бриджем у середині іншої пісні Alice in Chains «Sickman».
12. У пісні «Choke» було залучено велику кількість різних гітар, починаючи від акустичних Guild та Gibson для акордового акомпанементу, Telecaster та Gibson SG у гітарних програшах, а також G&L та Les Paul для «електричної» партії в середині композиції. На сайті PopMatters зазначили, що через свій зміст пісня могла бути лише останньою на альбомі, а її меланхолійний настрій та поєднання акустичного та електричного звучання створювали відповідне відчуття завершеності.

## Рекламна кампанія, сингли та випуск альбому
У грудні 2012 року Джеррі Кантрелл оголосив про закінчення робіт над альбомом. Починаючи з 6 грудня протягом десяти днів гурт публікував фрагменти тексту нової пісні «Hollow», закликаючи шанувальників розміщувати в Instagram та Twitter зображення, натхненні композицією. 15 грудня уривок пісні був розміщений на сайті Amazon.com, а 18 грудня вона стала доступною для прослуховування повністю. 13 лютого 2013 на сайті групи з'явилося повідомлення: «Розшифруй минуле, щоб відкрити майбутнє». Разом з ним у випадковому порядку були опубліковані літери, з яких полягала назва майбутнього альбому: «H V L E N T P S U S D A H I E E O E D T I U R R». Наступного дня було розкрито правильну назву — The Devil Put Dinosaurs Here. 21 березня стало відомо про те, що альбом вийде у травні 2013 року, а також було оприлюднено його обкладинку.

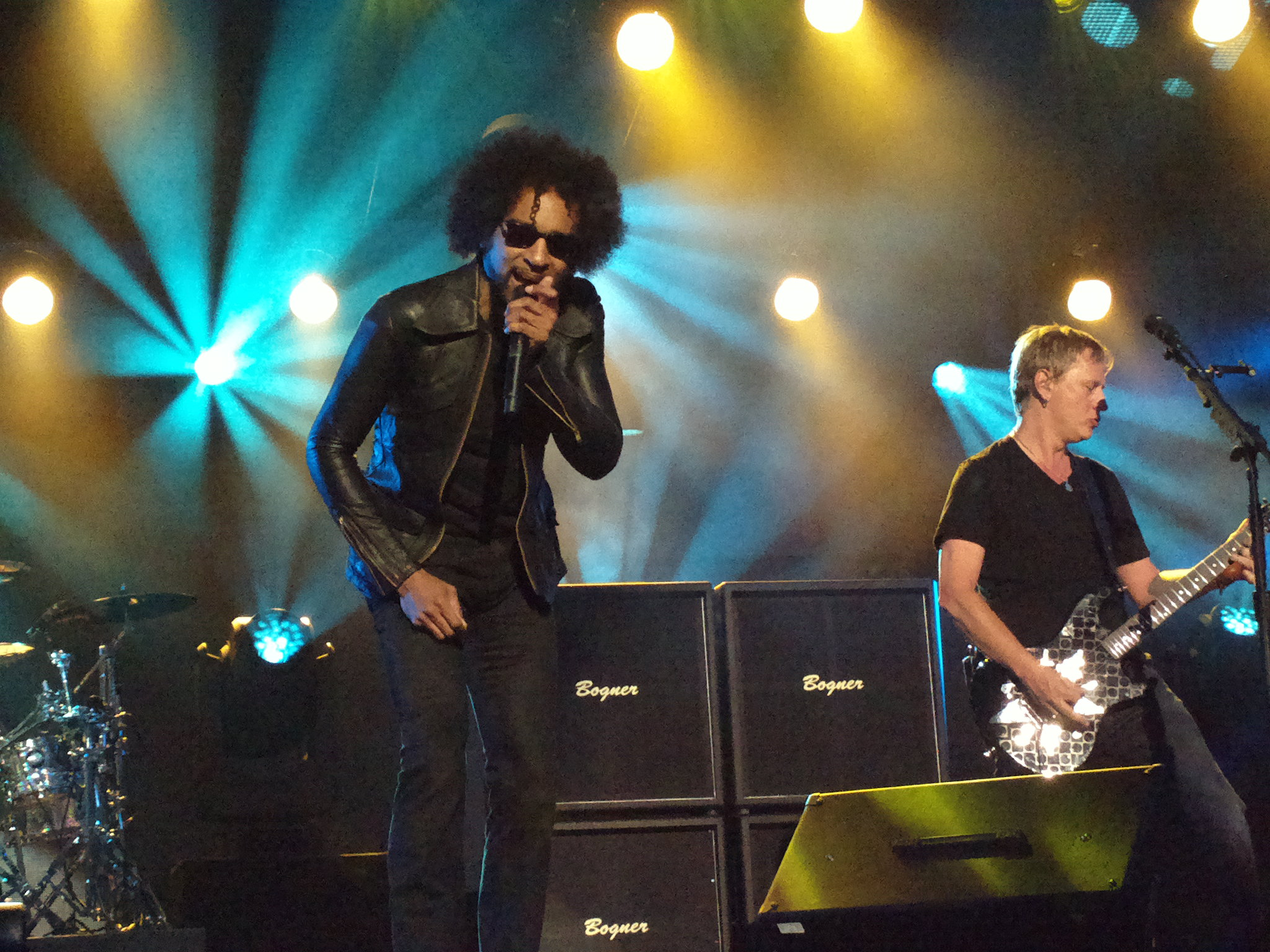
Alice in Chains на телевізійному шоу Джиммі Кіммела. 10 квітня 2013 року.

За тиждень до запланованого виходу альбому до мережі витекла його піратська копія. Музиканти дізналися про це, коли перебували в Чикаго разом із Ларсом Ульріхом із Metallica. За перший день було зареєстровано понад 300 тисяч завантажень. Для групи, що звикла до запису на магнітну плівку та розповсюдженню компакт-дисків, витік став неприємною несподіванкою. Джеррі Кантрелл зізнавався: «Незаконне завантаження файлів та соціальні медіа — це те, з чим ми ніколи не стикалися раніше. Нам потрібно було багато до чого звикнути, і багато з цього було лайном, до якого я не хотів звикати».
Альбом вийшов на лейблі Capitol Records і надійшов у продаж 28 травня 2013 року. За перший тиждень у США було продано 62 тис. копій платівки. The Devil Put Dinosaurs Here дебютував на другому місці в хіт-параді Billboard 200, що стало найкращим результатом для Alice in Chains з 1995 року, коли головний американський чарт очолив однойменний альбом гурту.
На підтримку The Devil Put Dinosaurs Here вийшло три сингли. У січні 2013 року вийшла пісня і відеокліп «Hollow», що швидко стала популярною, піднявшись на вершину американських хіт-парадів Billboard Mainstream Rock та Active Rock. 25 березня 2013 вийшов другий сингл «Stone», який також опинився на вершині чартів. 10 квітня Alice in Chains вперше виконали «Stone» та «Hollow» на телевізійному шоу « Джимі Кіммел у прямому ефірі». 18 квітня був опублікований відеокліп на пісню «Stone», режисером якого також став Роберт Шобер. 26 липня 2013 року вийшов черговий сингл «Voices». Композиція досягла третього місця в хіт-параді Mainstream Rock. 5 вересня з'явилося відразу два нових відеокліпи, знятих на «Voices» і «The Devil Put Dinosaurs Here».

## Назва та прихований зміст обкладинки

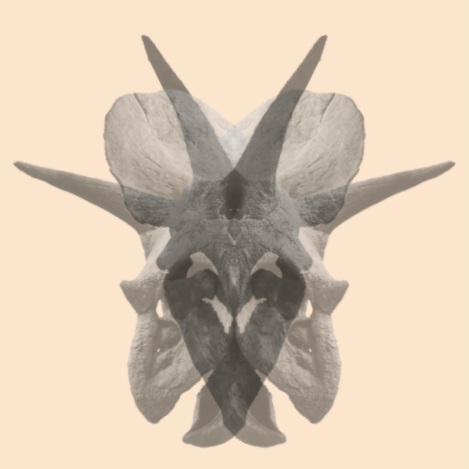
В оформленні альбому використовувалися зображення черепів динозаврів, які при накладенні один на одного утворювали «диявольські обличчя».

Назва «Диявол підклав сюди динозаврів» висміювала теорію креаціоністів, за якою Диявол закопав кістки динозаврів, щоб поставити під сумнів віру людей у Бога. Джеррі Кантрелл і Шон Кінні пояснювали, що цим вони намагалися спровокувати прихильників релігійних переконань: «Вони можуть вірити в цю штуку з динозаврами, але й ми можемо попросити їх дати свої пояснення». Учасники групи вважали безумством релігійні заклики, через які фанатики підривали себе та навколишніх лише тому, що ті не поділяли їхню віру. «The Devil Put Dinosaurs Here … описує все те лайно, що ми робимо стосовно один одного через різні переконання» — зазначав Кантрелл.
На обкладинці The Devil Put Dinosaurs Here було зображено череп трицератопса на червоному тлі. Вже наступного дня після її публікації користувачі Інтернету виявили на ній ще один ледь помітний рівень — дзеркально відбиту фотографію з черепом динозавра, при накладенні якої на основне фото виходило зображення, схоже на диявола. Після виходу альбому його вкладка містила зображення зеленого і червоного черепів, які накладались один на одного і створювали аналогічний ефект. Крім того, європейське вінілове видання платівки містило ще кілька зловісних колажів, створених з використанням фотографій інших черепів динозаврів. Обкладинки синглів «Hollow» і «Stone» були виконані в тій же «дзеркальній» техніці, але як основне зображення використовувалися фотографія птаха і відбиток руки.

## Відеокліпи та псевдодокументальний фільм
Після публікації «Hollow» один із шанувальників гурту розмістив у Instagram саморобне відео з текстом пісні, що набрало понад мільйон переглядів. Режисер Роберт Шобер (Roboshobo), відомий співпрацею з Metallica, Deftones і Mastodon, зняв на цю ж композицію концептуальний відеокліп з науково-фантастичним сюжетом. У ньому був зображений космонавт, що знаходиться на космічній станції, щодня повторює рутинні операції та поступово втрачає зв'язок з реальністю. Відеоряд містив посилання на кубриківське «Сяйво» і «Космічну одіссею 2001 року». Група залишилася задоволена обома варіантами, розмістивши їх на своєму YouTube-каналі.
Подібно до псевдодокументального фільму The Nona Tapes, що вийшов 1995 року, де Джеррі Кантрелла перетворився на журналістку Нону Вайсбаум, цього разу гурт також випустив гумористичний ролик на підтримку альбому. Відео отримало назву AIC 23 (пародія на стрічку PJ20 від Pearl Jam) і було знято телекомпанією Funny or Die, а також розміщено на їхньому офіційному сайті. Згідно з сюжетом, професор Алан Пул Маклард намагався зняти документальний фільм про Alice in Chains і брав інтерв'ю у тих, кого надихнула їхня творчість. Серед його співрозмовників — вигадані персонажі Унта Глібен Глаббен Глоббен з групи «Некроботіка», Доні Долархайд-молодший з колективу «Співучі Долархайди», растаман Неста Клівленд і блогер Стенлі Айзен, а також справжні Кім Таїл, Майк Маккріді, Ларс Ульріх та Роб Трухільо, Ненсі Вілсон та інші відомі музиканти.
Для пісні «Stone», другого синглу з альбому, також вийшли два відеоролики. Спочатку було опубліковано відео з текстом пісні, що з'являвся на тлі льоду, дерев, опалого листя і річки з камінням, в якій лежало тіло дівчини. Пізніше вийшло повноцінне офіційне відео, зняте Робертом Шобером. У ньому була зображена група, що грає посеред кам'яної пустелі, а також місцеві жителі, які марно намагаються вивезти з неї величезні валуни.
Третій сингл «Voices» також супроводжувався двома відеороликами. Першим вийшов кліп зі словами пісні, в центрі якого знаходився загадковий персонаж у спортивному гуді, чиє обличчя було приховане. Його поява супроводжувалась питаннями «Хто я? Це я? Я один?», за якими йшла решта тексту пісні. Після цього в один день вийшло відразу два офіційні відеокліпи. Перший з них — на пісню «Voices» — був також знятий Робертом Шобером. У ньому була показана група, що виступає на тлі неонових написів з рядками пісні, розташованих у різних частинах Сіетлу. Автором другого відео, знятого на головну композицію альбому «The Devil Put Dinosaurs Here», став режисер Тревіс Хопкінс. У відеокліпі було показано психоделічне дитяче телевізійне шоу, насичене моторошними образами: демонічним ведучим, п'яним клоуном, величезними іграшками та ляльками, які не розважають, а лякають дітей.
У жовтні 2014 року вийшов відеокліп «Phantom Limb», що став частиною пакету BitTorrent Bundle, призначеного для поширення легального контенту серед шанувальників. Автором кліпу також став Роберт Шобер. У ньому розповідалося про двох чоловіків, один із яких нападав на іншого у його власному будинку за загадкових обставин. Короткий семихвилинний фільм завершувався несподіваним поворотом сюжету.

## Реакція критиків

### Журнали
П'ятий альбом Alice in Chains привернув велику увагу спеціалізованих друкованих періодичних видань. Одна з перших рецензій з'явилася у британському журналі The Skinny 8 травня 2013 року, за кілька тижнів до офіційного релізу. Дейв Керр оцінив альбом на чотири зірки з п'яти, назвавши «гідним доповненням каталогу групи». Джордан Вагнер з американського Premier Guitar зазначив, що хоча платівка поступалася в агресії ранній творчості (Facelift, Dirt) і не могла зрівнятися з Black Gives Way to Blue за кількістю мелодій, що запам'ятовуються, але все ж таки була «фантастичним альбомом з безліччю захопливих моментів». Оглядач канадського журналу Exclaim звернув увагу на зміну ліричної спрямованості, назвавши альбом «зрілішим і вдумливішим втіленням незаперечно потужної естетики Alice in Chains». У Kerrang! була опублікована «чотиризіркова» рецензія, де альбом закликали переслухати кілька разів: «Спочатку він може не вразити, але рано чи пізно це станеться». Майкл Браун (Total Guitar) вважав, що хоча деякі пісні губилися серед великої кількості середньотемпових композицій, проте в цілому «прокляття другого альбому» вдалося уникнути. Нарешті, Баррі Ніколсон із британського видання NME радісно зауважив, що «камбек 2009 року не був випадковістю».
Водночас у провідних музичних виданнях до нової роботи Alice in Chains поставилися більш критично. Джон Долан із Rolling Stone оцінив альбом на три зірки; на його думку, група являла собою «гранжові копалини», Вільяму Дювалю бракувало таланту, властивого Лейну Стейлі, а на перший план вийшла гітара Джеррі Кантрелла, що стала заміною повноцінного провідного вокалу. У журналі Q альбом отримав аналогічну оцінку; критики відзначили, що The Devil Put Dinosaurs Here «скроєний за тими ж лекалами», що і класичний Dirt. Ден Вайс зі Spin присвятив йому величезну статтю, де докладно пройшовся по попередніх альбомах і зробив висновок: «На цьому альбомі немає нічого нового, однак йому немає аналогів у старому каталозі Alice in Chains, тому що раніше вони були значно дивнішими, ніж ми їх пам'ятаємо». У британському журналі Record Collector платівка також заслужила лише три зірки: «Ось що відбувається, коли чоловіки, що подорослішали, виганяють демонів свого дитинства і дають волю оптимістичнішим музичним уподобанням» — припустив Джоел Макайвер. Лі Хейзел (Vulture Hound) звернув увагу на обмеженість музичного діапазону Кантрелла, що виявилася на новому альбомі, а також на відсутність яскравих моментів навіть у порівнянні з попередньою платівкою. «Вам потрібне щось особливе, що підштовхує до краю прірви; і хоч знадобилося цілих два альбоми, щоб усвідомити наявність проблеми, я боюся, що частина „чогось особливого“ в Alice in Chains померла одинадцять років тому» — гірко констатував Хейзел.

### Музичні сайти
Слідом за журналами на вихід The Devil Put Dinosaurs Here відреагували оглядачі музичних сайтів. Однією з перших з'явилася рецензія у вебзіні Louder Sound. Джон Хоттен оцінив альбом на чотири зірки з п'яти, назвавши його «натхненним Black Sabbath продовженням найменш очікуваного повернення в рок-музиці». Коул Уотермен з PopMatters також поставив релізу високу оцінку; він зазначив, що позбавившись тиску відродженому колективу вдалося знайти впевненість і «відправити привид Лейна Стейлі на заслужений спокій». Оглядач сайту The AV Club Енні Заліські надала платівці рейтинг B- і визнала її доказом життєздатності Alice in Chains після повернення на сцену. Ідентичну оцінку альбом отримав від Метта Меліса (Consequence of Sound), який вважав, що The Devil Put Dinosaurs Here — це просто хороший альбом, на якому гурт позбавився катарсису попередньої платівки та Елтона Джона: «Через багато років Аліса все ще залишається брудною. І ми не хотіли б, щоб вона змінювалася». В онлайн-журналі Loudwire альбому присвоїли чотири з половиною зірки з п'яти, виділивши «гармонії, похмурість та виконавську майстерність», що робили його частиною класичного каталогу гурту. На американському хорор-сайті Bloody Disgusting нову роботу Alice in Chains оцінили також високо, назвавши прикладом творчого зростання навіть після кількох десятиліть існування. Максимально наближену до найвищої позначки альбом заслужив на сайті No Ripcord: «Той факт, що гурт досі, попри трагічні події в минулому, виробляє автентичну, безкомпромісну музику, яка залишається такою ж впізнаваною, як і раніше, є свідченням творчого голоду та проникливості групи… Це та „Аліса в ланцюгах“, яку ми знаємо і любимо, і гранж безперечно живий».
Проте не всі онлайн-видання сприйняли The Devil Put Dinosaurs Here так позитивно. На сайті Metal Injection поскаржилися на одноманітність платівки, яка не містила великої кількості змін темпу чи настрою: «Не те щоб на альбомі є погані пісні, кожна з них містить власні яскраві фрагменти; Проте складається враження, що група перебуває у зоні комфорту, слідуючи своїй формулі». В онлайн-виданні Melodic високо відзначили першу половину платівки, що містить «Hollow» і «Stone», але з жалем констатували, що друга половина позбавлена таких же видатних композицій і відверто просідає. На сайті Sputnikmusic альбом назвали надто затягнутим і одноманітним, через що він програвав не лише попередній роботі групи, але й дебютному сольному альбому Джеррі Кантрелла Degradation Trip. Одну з найнижчих оцінок — три зірки з п'яти — The Devil Put Dinosaurs Here надали в музичній базі даних AllMusic; Стівен Ерлевайн звернув увагу на «цифровий блиск» платівки, що змусив Alice in Chains звучати більш відкрито і позбавив групу властивого їй відтінку «клаустрофобії». Нарешті, Стівен Дойснер з американського музичного журналу Pitchfork поставив оцінку 5.9/10: «В результаті вийшов альбом, який здається набагато довшим, ніж і без того роздуті 70 хвилин, який часто ховає свої загадкові ідеї або розтягуючи їх, або просто повторюючи». Разом з тим, Дойснер визнав, що на платівці містилося кілька яскравих прикладів того, яким має бути мейнстримний рок у 2013 році, і вона не виглядала настільки ж натягнутою і непотрібною, як альбом Soundgarden King Animal, що вийшов роком раніше.

### Газети
Крім спеціалізованих друкованих та онлайн-видань, про альбом написали у щоденних газетах по всьому світові. У британській The Independent нову роботу Alice in Chains сприйняли скептично: «У їх суміші вінтажу Black Sabbath і похмурого погляду Сіетла 1990-х присутня неприборканість, але часом вони просто тупцюють на місці, ніби старий рестлер, що неухильно наближається до неминучої долі, ще гіршої, аніж просте скам'яніння». У шотландському таблоїді Daily Record чергову роботу ветеранів рок-сцени оцінили на чотири зірки з п'яти, назвавши «гостроцікавою» та «фантастичною». Кріс Компанек з Washington Post утримався від оцінки, зазначивши, що альбом змушує не лише згадувати про минулі досягнення гурту, але також з надією дивитися в майбутнє. У Montreal Gazette альбом назвали «епічним», навіть попри те, що Вільяму Дювалю дісталася «найгірша посада в Сіетлі», а ще в одному канадському виданні Toronto Star оцінили на три зірки з чотирьох, підкресливши фірмову атмосферу «темряви та бруду». На альбом звернули увагу в індійському виданні The Hindu, вважаючи, що поряд з декількома хітовими композиціями він містив цілу низку прохідних пісень, які могли зацікавити лише переконаних фанатів сіетлської сцени.

## Визнання

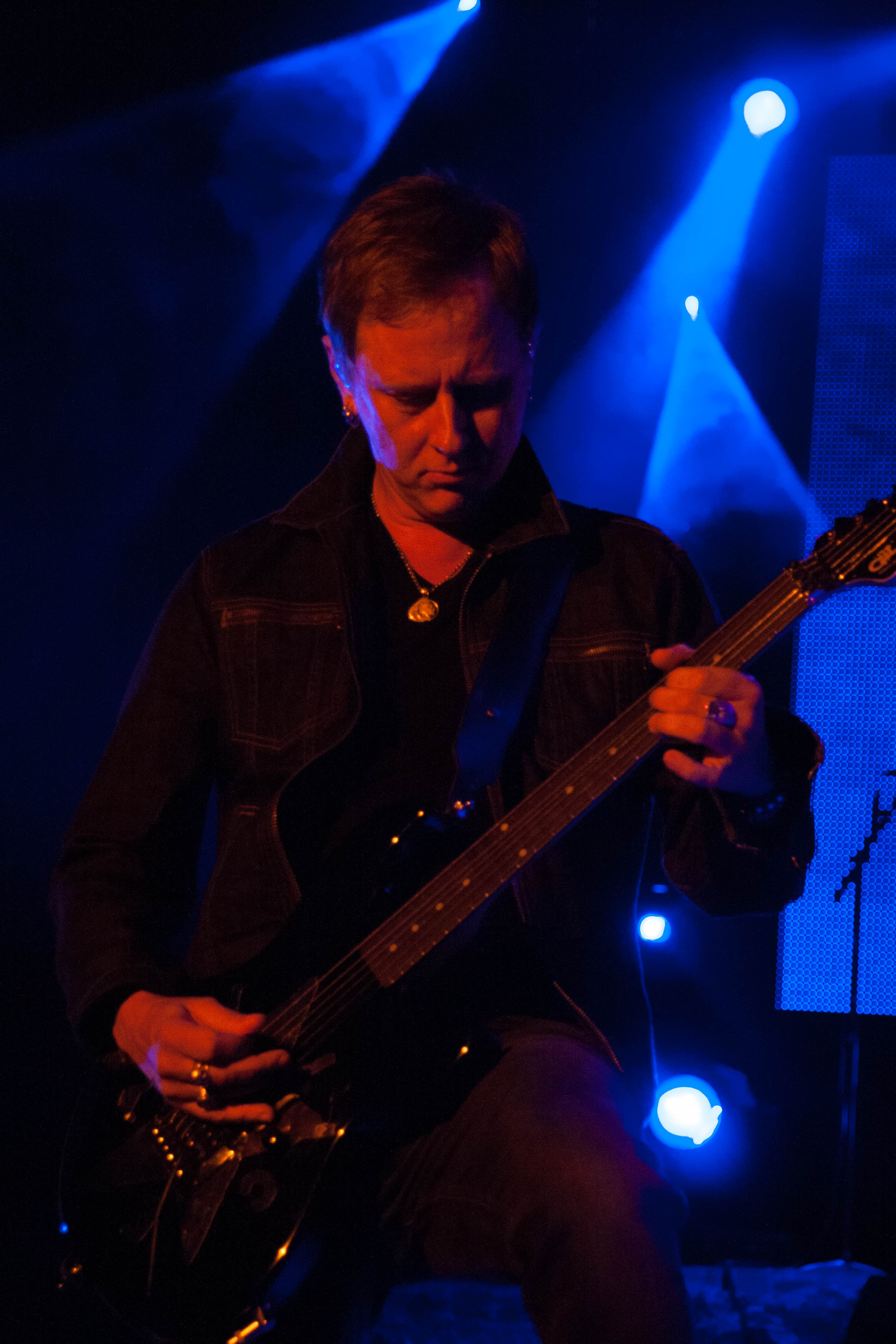
У 2014 році Джеррі Кантрелл (на ілл.) був двічі номінований на здобуття премії найкращому гітаристу року.

17 червня 2013 року у Великій Британії відбулося вручення нагороди Golden Gods, започаткованої музичним журналом Metal Hammer. І хоча приз за найкращий альбом дістався платівці Black Sabbath 13, Alice in Chains були названі «Іконою». The Devil Put Dinosaurs Here також став претендентом на звання «Найкращого альбому альтернативного металу» за версією вебзіна Metal Storm, але набрав лише 36 голосів, тоді як переможцю — третьому сольному альбому Джеймса Лабрі Resonance — віддали перевагу 234 голосів.
Зусилля звукорежисерів принесли альбому одразу дві номінації. Спочатку Пол Фігероа, Ренді Стауб та Тед Йенсен за свою роботу над The Devil Put Dinosaurs Here були висунуті на здобуття премії «Греммі» у категорії «Найкращий звуковий дизайн альбому (некласична музика)»; перемога дісталася четвертому альбому французького дуету Daft Punk Random Access Memories. Ренді Стауб також став номінантом премії Juno Awards 2014 у категорії «Звукоінженер року» за пісню «Hollow», але поступився Еріку Ратцу, який працював над дебютним альбомом канадського рок-гурту Monster Truck Furiosity.
У лютому 2014 року відбулася третя церемонія вручення нагород музичного онлайн-журналу Loudwire. Alice in Chains відзначилися відразу в п'яти номінаціях — «Рок-альбом року» (The Devil Put Dinosaurs Here), «Рок-пісня року» («Hollow»), «Рок-відеокліп року» («Hollow»), «Гітарист року» (Джеррі Кантрелл) і «Рок-група року» (Alice in Chains) — у всіх з яких групу спіткала невдача. Нарешті, у квітні 2014 року Alice in Chains увійшли до числа претендентів на здобуття нагород Revolver Golden Gods, проте також поступилися у двох категоріях: «Гітарист року» (Джеррі Кантрелл) та «Пісня року» («Hollow»).
The Devil Put Dinosaurs Here був включений до списку кращих рок- та метал-альбомів 2013 року за версією онлайн-журналу Noisecreep. Чад Чайлдерз віддав платівці сьоме місце в рейтингу і зазначив, що Alice in Chains хоч і не винайшли колесо, але продемонстрували, що знаходяться все ще в хорошій формі; випустивши пісні «Hollow» і «Stone», музиканти повністю задовольнили очікування шанувальників. Крім того, The Devil Put Dinosaurs Here очолив список «Найкращих рок-альбомів 2013 року», опублікований на музичному сайті Loudwire, випередивши House of Gold &amp; Bones Vol. 2 (Stone Sour) та …Like Clockwork (Queens of the Stone Age).

## Довідкові дані

### Хіт-паради
Щотижневі чарти
| Хіт-парад (2013)                                     | Найвища позиція |
| ---------------------------------------------------- | --------------- |
| Австралія Australian Albums (ARIA)                   | 10              |
| Австрія Austrian Albums (Ö3 Austria)                 | 13              |
| Бельгія Belgian Albums (Ultratop Wallonia)           | 33              |
| Бельгія Belgian Albums (Ultratop Flanders)           | 52              |
| Велика Британія UK Albums (OCC)                      | 22              |
| Угорщина Hungarian Albums (MAHASZ)                   | 28              |
| Німеччина German Albums (Media Control)              | 23              |
| Данія Danish Albums (Hitlisten)                      | 14              |
| Іспанія Spanish Albums (PROMUSICAE)                  | 56              |
| Італія Italian Albums (FIMI)                         | 56              |
| Канада (Canadian Albums Chart)                       | 2               |
| Нідерланди Dutch Albums (MegaCharts)                 | 52              |
| Нова Зеландія New Zealand Albums (Recorded Music NZ) | 12              |
| Норвегія Norwegian Albums (VG-lista)                 | 6               |
| США Billboard 200                                    | 2               |
| США (Top Alternative Albums)                         | 1               |
| США (Top Digital Albums)                             | 5               |
| США (Top Hard Rock Albums)                           | 1               |
| США (Top Rock Albums)                                | 1               |
| США (Top Tastemakers Albums)                         | 2               |
| США (Top Vinyl Albums)                               | 13              |
| Фінляндія Finnish Albums (Suomen virallinen lista)   | 6               |
| Швейцарія Swiss Albums (Schweizer Hitparade)         | 11              |
| Швеція Swedish Albums (Sverigetopplistan)            | 35              |
| iTunes Австралия (Top 100 Album Downloads)           | 7               |
| iTunes Великобритания (Top 100 Album Downloads)      | 26              |
| iTunes Германия (Top 100 Album Downloads)            | 22              |
| iTunes Испания (Top 100 Album Downloads)             | 15              |
| iTunes Италия (Top 100 Album Downloads)              | 11              |
| iTunes Канада (Top 100 Album Downloads)              | 2               |
| iTunes США (Rock Albums)                             | 1               |
| iTunes США (Top 100 Album Downloads)                 | 3               |
| iTunes Франция (Top 100 Album Downloads)             | 58              |

Річний хіт-парад
| Рік  | Хіт-парад         | Позиція |
| ---- | ----------------- | ------- |
| 2013 | США Billboard 200 | 188     |

Сингли
| Рік                                                                      | Сингл    | Найвища позиція | Найвища позиція | Найвища позиція | Найвища позиція | Найвища позиція |
| Рік                                                                      | Сингл    | US Alt          | US Rock         |                 |                 |                 |
| ------------------------------------------------------------------------ | -------- | --------------- | --------------- | --------------- | --------------- | --------------- |
| 2012                                                                     | «Hollow» | 23              | 1               |                 |                 |                 |
| 2013                                                                     | «Stone»  | -               | 1               |                 |                 |                 |
| 2013                                                                     | «Voices» | -               | 3               |                 |                 |                 |
| «—» означає релізи, які не потрапили в чарт або не виходили в цій країні |          |                 |                 |                 |                 |                 |

### Список композицій
Автором більшості композицій є Джеррі Кантрелл.
| #     | Назва                                                            | Тривалість |
| ----- | ---------------------------------------------------------------- | ---------- |
| 1.    | «Hollow»                                                         | 5:43       |
| 2.    | «Pretty Done»                                                    | 4:35       |
| 3.    | «Stone»                                                          | 4:23       |
| 4.    | «Voices»                                                         | 5:42       |
| 5.    | «The Devil Put Dinosaurs Here» (Кантрелл, Майк Айнез, Шон Кінні) | 6:38       |
| 6.    | «Lab Monkey»                                                     | 5:59       |
| 7.    | «Low Ceiling» (Кантрелл, Айнез, Кінні)                           | 5:15       |
| 8.    | «Breath on a Window»                                             | 5:18       |
| 9.    | «Scalpel» (Кантрелл, Айнез, Кінні)                               | 5:21       |
| 10.   | «Phantom Limb» (Кантрелл, Айнез, Кінні, Вільям Дюваль)           | 7:07       |
| 11.   | «Hung on a Hook»                                                 | 5:34       |
| 12.   | «Choke» (Кантрелл, Айнез, Кінні)                                 | 5:44       |
| 67:17 |                                                                  |            |

### Учасники запису
Alice in Chains
- Вільям Дюваль — вокал, ритм-гітара.
- Джеррі Кантрелл — вокал, соло-гітара
- Майк Айнез — бас-гітара, бек-вокал
- Шон Кінні — барабани, перкусія.

Технічний персонал
- Продюсери: Нік Раскулінець та Alice in Chains.
- Звукорежисер: Пол Фігероа (Henson Recording Studios, Лос-Анджелес).
- Мікшування: Ренді Стауб (Henson Recording Studios, Лос-Анджелес).
- Майстеринг: Тед Єнсен (Sterling Sound, Нью-Йорк).
- Менеджмент гурту: Velvet Hammer Music and Management Group, Susan Silver Management.
- Бронювання (Північна Америка): Йон Плітер, ICM.
- Бронювання (решта світу): Джон Джексонб CEO K2 Agency Ltd.
- Юристи: Пітер Патерно, Kings Holmes Paterno & Berliner, LLP.
- Бізнес-менеджмент: David Weise & Associates.
- A&R-адміністрація: Ронетт Боуї, Раян Дельвеккіо.
- Маркетинг: Боб Симанович.
- Креативний директор: Ніколь Франц.
- Артдиректор та дизайнер: Райн Кларк, Invisible Creature, Inc.
- Фотографи: Kabacchi & Ballista[49].

### Список нагород та номінацій
| Рік  | Нагорода                        | Категорія                                             | Номінант                                                                       | Результат | #       |
| ---- | ------------------------------- | ----------------------------------------------------- | ------------------------------------------------------------------------------ | --------- | ------- |
| 2013 | Metal Hammer Golden Gods Awards | Ікона                                                 | Alice in Chains                                                                | Перемога  | [ l 1 ] |
| 2013 | Metal Storm Awards              | Кращий альбом альтернативного металу                  | The Devil Put Dinosaurs Here                                                   | Номінація | [ l 2 ] |
| 2014 | Grammy Awards                   | Найкращий звуковий дизайн альбому (некласична музика) | Пол Фігероа, Ренді Стауб та Тед Йенсен, за альбом The Devil Put Dinosaurs Here | Номінація | [ l 3 ] |
| 2014 | Juno Awards                     | Звукорежисер року                                     | Ренді Стауб, за пісню Hollow                                                   | Номінація | [ l 4 ] |
| 2014 | Loudwire Music Awards           | Рок-альбом року                                       | The Devil Put Dinosaurs Here                                                   | Номінація | [ l 5 ] |
| 2014 | Loudwire Music Awards           | Гітарист року                                         | Джеррі Кантрелл                                                                | Номінація | [ l 5 ] |
| 2014 | Loudwire Music Awards           | Рок-пісня року                                        | «Hollow»                                                                       | Номінація | [ l 5 ] |
| 2014 | Loudwire Music Awards           | Рок-відеокліп року                                    | «Hollow»                                                                       | Номінація | [ l 5 ] |
| 2014 | Loudwire Music Awards           | Рок-група року                                        | Alice in Chains                                                                | Номінація | [ l 5 ] |
| 2014 | Revolver Golden Gods Awards     | Пісня року                                            | «Hollow»                                                                       | Номінація | [ l 6 ] |
| 2014 | Revolver Golden Gods Awards     | Найкращий гітарист                                    | Джеррі Кантрелл                                                                | Номінація | [ l 6 ] |